# إدوارد أورتن سينيور
إدوارد أورتن سينيور (بالإنجليزية: Edward Orton, Sr.) هو جيولوجي وأستاذ جامعي أمريكي، ولد في 9 مارس 1829 في مقاطعة ديلاوير في الولايات المتحدة، وتوفي في 16 أكتوبر 1899 في كولومبوس في الولايات المتحدة.